# 潘东军
潘东军（1962年9月—），男，吉林柳河人。中华人民共和国政治人物。江西财经学院（现江西财经大学）国民经济计划与管理专业毕业，大学本科学历。

## 生平
1985年4月加入中国共产党。历任中共新干县委副书记、县长，共青团江西省委书记，中共江西省委副秘书长等职。2011年8月任中共上饶市委副书记，同年9月任代市长，并顺利当选。
2015年任中共江西省纪委副书记、省政府党组成员、省监察厅厅长兼省预防腐败局局长，2018年，江西省监察厅裁撤，潘东军在江西省第十三届人民代表大会常务委员会第一次会议上被任命为江西省监察委员会副主任。2021年12月，换届不再担任。翌年1月，当选为江西省人大常委会财政经济委员会主任委员。